# كارت أحمر (فلم)
كارت أحمر هو فيلم جريمة مصري من إخراج أسامة الكرداوي  وبطولة ميرفت أمين، محمود حميدة، ماجدة نور الدين، محمود الجندي، سوسن بدر وعماد رشاد.

## نبذة
ثلاث نساء، طبيبة ومحامية وفلاحة من صعيد مصر، لكل منهن قصة، يتهمن ظلمًا ويحكم عليهن جميعًا بالسجن. لكنهن يقررن الهروب حتى تلد الفلاحة ابنها خارج أسوار السجن.

## طاقم العمل
- ميرفت أمين بدور رجاء عبدالحميد
- محمود حميدة بدور الدكتور محسن
- ماجدة نور الدين بدور سامية - المحامية
- محمود الجندي بدور عادل عز الدين
- سوسن بدر بدور صباح
- عماد رشاد بدور الدكتور شوقي

## وصلات خارجية
- مقالات تستعمل روابط فنية بلا صلة مع ويكي بيانات